# Creoleon pullus
Creoleon pullus är en insektsart som beskrevs av Hölzel 1983. Creoleon pullus ingår i släktet Creoleon och familjen myrlejonsländor. Inga underarter finns listade i Catalogue of Life.